# Códigos de email rebotados
En el protocolo de envío de dilemas estándar SMTP, un mensaje rebotado es un correo electrónico automáticamente emitido desde un servidor de correos que informa al remitente sobre un problema de transmisión.

## Causas
Tales errores pueden ser provocados por múltiples razones. El remitente puede recibir un email rebotado por el servidor que emite los correos o por el receptor de estos. Debido al auge de los correos no solicitados y los virus adjuntos, los usuarios solían recibir mensajes de correo electrónico rebotados que refieren a mensajes que no enviaron en un principio. Por ello, los servidores modernos tratan de verificar que el remitente efectivamente envió el mensaje antes de aceptarlo. En otros casos, el rebote es generado debido a problemas con la dirección de destinatario especificada (errores tipográficos, dirección inexistente, etc.).
Por ejemplo, imaginemos que Juan (juan@ejemplo.com) envía un email a Mariana (mariana@ejemplo.org). Nótese que ambos correos emplean dominios diferentes: .com en el caso de Juan, .org en el de Mariana. Cuando el servidor de Juan acepte el mensaje, este puede ser almacenado en la bandeja de correos de Mariana o ser depositado en un correo rebotado que llegará a la de Juan.
Si el almacenamiento del servidor de Mariana se llenase después de la llegada del email de Juan, el servidor no podrá depositar el email en la cuenta respectiva, y deberá reenviar el correo a juan@ejemplo.com, informando que el email no pudo ser entregado.

## Detalles técnicos
Generalmente, los correos rebotados proporcionan ciertos detalles sobre el motivo del problema mediante un código de error de 3 cifras. Además, incluyen la siguiente información:
- La fecha y la hora en que se produjo el rebote del email.
- La identidad del servidor que lo generó.
- La razón por la cual el mensaje fue rebotado.
- El contenido original (o un extracto) del mensaje.

## Tipos de rebote

### Rebote suave
Normalmente, un error temporal al tratar de recibir un email. Entre otras razones, podría producirse por:
- La imposibilidad de contactar al servidor, o la caída del servicio.
- Sobrecarga del servidor.
- Falta de espacio en el buzón del destinatario.
- El tamaño del mensaje.

### Rebote duro
Un error irremediable, que probablemente se deba a que:
- El dominio vinculado al correo ya no existe.
- El dominio no tiene servidores MX enlazados.
- La dirección de correo fue eliminada permanentemente.

El código de error de 3 cifras incluido en el aviso que indica el motivo del rebote permite identificar su gravedad o “dureza”.